# Michael Carruth
Michael Carruth (Dublin, 1967. július 9. –) olimpiai bajnok ír ökölvívó.

## Eredményei
- 1989-ben bronzérmes a világbajnokságon kisváltósúlyban.
- 1992-ben olimpiai bajnok váltósúlyban.

## Profi karrierje
1994-ben kezdte profi pályafutását, edzője Steve Collins volt. Kiemelkedő eredményeket nem ért el, egyszer mérkőzött világbajnoki címért, 1997. szeptember 20-án a WBO váltósúlyú bajnoka, Mihai Leu ellen maradt alul. 21 mérkőzéséből 18-at nyert meg és hármat vesztett el.